# Golfo de Suez
O Golfo de Suez (Árabe: خليج السويس, tradu. Khalīǧ as-suwais; anteriormente بحر القلزم, baḥar al-qulzum, lit. "Mar da Calma") é um golfo no extremo norte do Mar Vermelho, a oeste da península do Sinai. Situado a leste da Península do Sinai esta o menor Golfo de Aqaba. O golfo foi formado dentro de uma bacia relativamente nova, mas agora inactiva, Falha do Golfo de Suez, com cerca de 26 milhões de anos. Ela se estende por cerca de 300 quilômetros (190 mi) ao norte, terminando na cidade egípcia de Suez e na entrada do Canal de Suez. Ao longo da linha média do golfo está a fronteira entre a África e a Ásia. A entrada do golfo fica no topo do campo de petróleo e gás de Gemsa.

## Geografia
O golfo ocupa o braço noroeste do Mar Vermelho entre a África e a Península do Sinai. É o terceiro braço da junção tripla de placas tectónicas, sendo o segundo braço o Golfo de Aqaba.
O comprimento do golfo, desde a sua foz no Estreito de Gubal (nome alternativo: Estreito de Jubal) até a sua cabeça na cidade de Suez, é de 195 milhas (310 km), e varia em largura de 12 a 20 milhas (19 a 32 km).

### Extensão
A Organização Hidrográfica Internacional define o limite sul do golfo como "Uma linha que vai de Ras Muhammad (27 ° 43'N) até o ponto sul da ilha de Shadwan (34 ° 02'E) e daí para oeste em paralelo (27 ° 27 'N) para a costa da África".

## Geologia
A seção estratigráfica da bacia sedimentar do golfo consiste no pré-deslocamento de rochas cláticas do Paleozoico ao Oligoceno, e na síntese e pós-transporte de clásticas e evaporitos do Mioceno para o Holoceno.:236 Três grandes campos petrolíferos estão no golfo: o El Morgan descoberto em 1964, Belayim descoberto em 1955 e o Campo de Outubro descoberto em 1977.:238 O Campo de Outubro produz a Formação Núbia Cretácea, a Formação Nezzazat do Cretáceo Superior, a Formação Nukhul Miocénica e o Membro Asl do Mioceno da Formação Rudeis Superior.

## Ligações Externas
- Fotografias de Satélite do Golfo e do Canal de Suez